# Список национальных парков Чехии

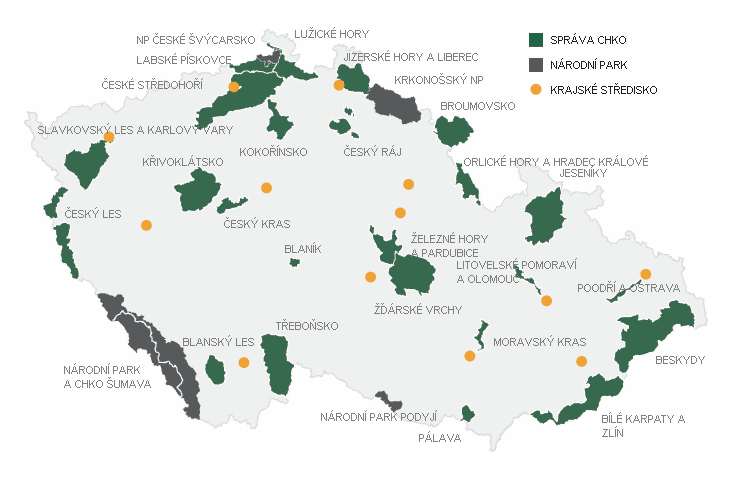
Карта охраняемых территорий Чешской Республики: национальные парки (серый) и охраняемые ландшафтные зоны (зеленый)

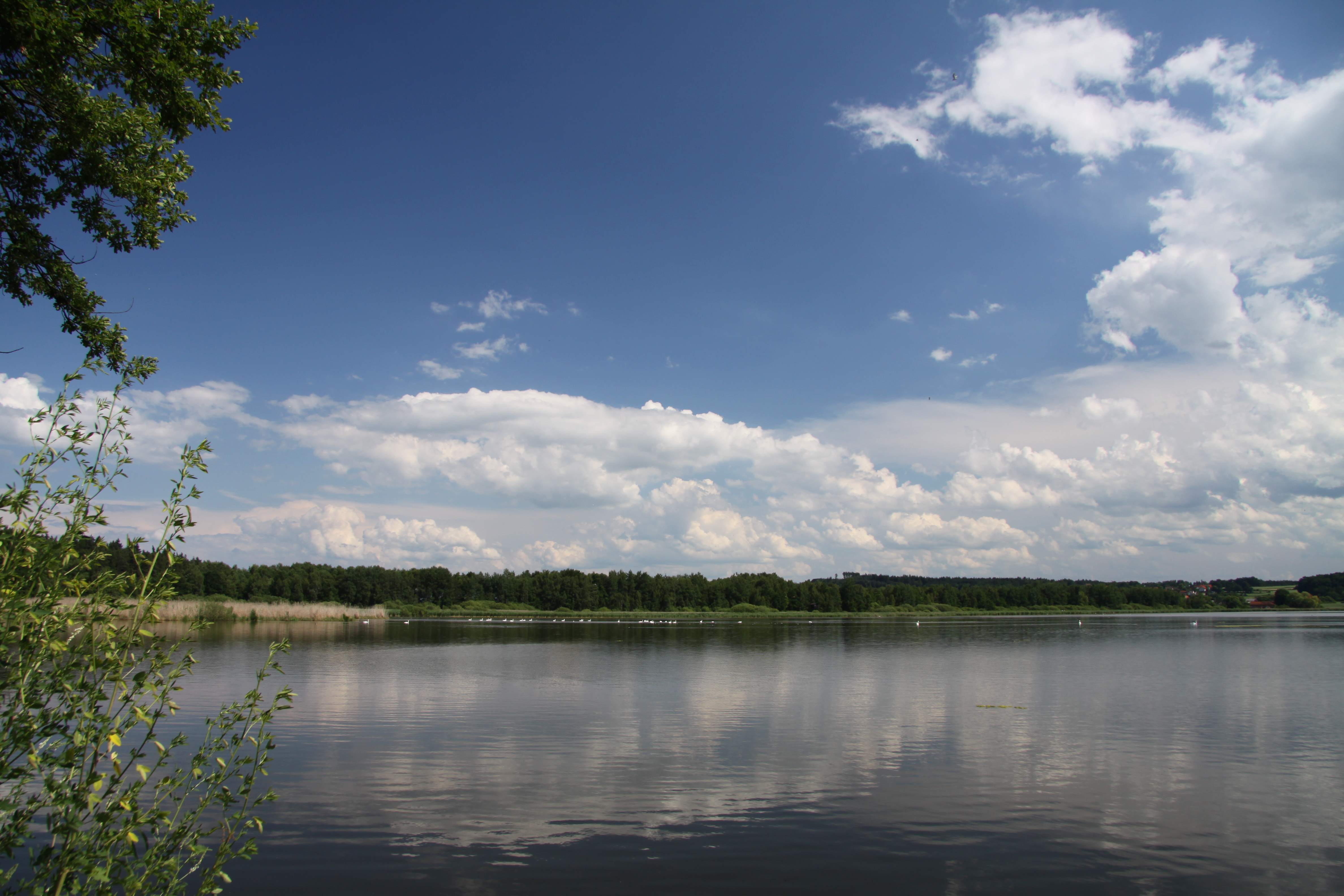
Бассейны Řežabinec и Řežabinec в Национальном природном заповеднике

В Чехии насчитывается 4 национальных парка,которые  управляются Агентством охраны природы ЧР (чеш. Agentura ochrany přírody a krajiny ČR).
Площадь национальных парков Чехии составляет 1,5 % от общей площади страны.
Старейший из них – Крконошский национальный парк (объявлен в 1963 году), самый большой – Шумавский национальный парк (69 030 га). Правительство Петра Фиалы намерено объявить два новых национальных парка: Крживоклацко и Соуток Аббревиатура NP используется для обозначения национальных парков. Их статус регулируется Законом No 114/1992 Сб., об охране природы и ландшафта.

## Особо охраняемые природные территории
Существует шесть типов особо охраняемых природных территорий, различающихся по своим размерам и значимости. К крупным особо охраняемым природным территориям относятся: национальный парк и охраняемая ландшафтная территория; К маломасштабным особо охраняемым природным территориям относятся Национальный природный заповедник, Природный заказник, Национальный памятник природы и Памятник природы.

## Список национальных парков Чехии
| № | Название                            | Оригинальное название        | Площадь, км² | Дата основания | Вид |
| - | ----------------------------------- | ---------------------------- | ------------ | -------------- | --- |
| 1 | Крконошский национальный парк       | Krkonošský národní park      | 363,27       | 1963           |     |
| 2 | Национальный парк Подийи            | Národní park Podyjí          | 63           | 1991           |     |
| 3 | Национальный парк Чешская Швейцария | Národní park České Švýcarsko | 79           | 2000           |     |
| 4 | Национальный парк Шумава            | Národní park Šumava          | 685,2        | 1991           |     |